# Svedvi kyrka
Svedvi kyrka är en kyrkobyggnad som tillhör Hallstahammar-Kolbäcks församling, Västerås stift. Den ligger ungefär 4 kilometer sydost om Hallstahammar i Hallstahammars kommun. 

## Kyrkobyggnaden
En första träkyrka på platsen kan ha uppförts på 1100-talet. 
Nuvarande församlingskyrka uppfördes på 1200–1300-talet. Den är byggd i en stil mellan den romanska stilen och den gotiska och kallas transitionskyrka. Det finns medeltida takstolsdelar bevarade i kyrkan, men de är fragmentariska. Taklaget över kyrkans långhus och kor består av 28 takstolar i gran. Taklaget är kraftigt ombyggt och det finns gott om sentida förstärkningar. De medeltida delarna utgörs främst av långa avsmalnande högben, knäbockar och samtliga övre hanbjälkar. Hanbjälkarna är gjorda av halvklovor, vilket är vanligt i medeltida konstruktioner. Det finns spår i konstruktionen som tyder på att treklövervalv har funnits. Långhusets taklag bör ha rests år 1349.
Kyrktakets ursprungliga tunnvalv ersattes på 1400-talet av nuvarande tegelvalv. Det finns också några gamla gravar i kyrkans kor. 
Kyrkan används idag mest till begravningsgudstjänster samt dop- och vigselgudstjänster. Några gånger per år firas mässa där. Ibland hålls även kyrkokonserter.

## Inventarier
- Predikstolen är från 1806 men har delar från 1652.
- Nuvarande altaruppsats tillkom 1772.
- Vid korets södra vägg står en brudbänk från 1200-talet eller 1300-talet.

### Orgel
- 1672 fanns en orgel i kyrkan som var ospelbar.
- 1826 flyttades en 4 stämmig orgel hit från Vedevågs kyrka.
- 1852 byggde Anders Petter Halld'n, Munktorp en orgel med 7 stämmor, en manual och pedal.
- 1887 byggde E A Setterquist & Son, Örebro en orgel med 8 stämmor. Orgeln flyttades 1957 till Sankt Lars kyrka, Hallstahammar och senare till S:t Mikaels och Alla Änglars kyrka, Stockholm.
- Den nuvarande orgeln byggdes 1957 av Emil Hammer Orgelbau, Hannover, Tyskland. Orgeln renoverades 1987 av Walter Thür Orgelbyggen AB, Torshälla.

| Manual I            | Manual II    | Pedal      | Koppel |
| Rörflöjt 8´         | Gedackt 8'   | Subbas 16´ | I/P    |
| Principal 4´        | Nachthorn 4´ | Oktava 8´  | II/P   |
| Dubbelrörtravers 2' | Oktava 2'    | Trumpet 4' | II/I   |
| Mixtur 6 chor       | Kvint 1 1⁄3' |            |        |

## Omgivning
- Prästgården i Svedvi revs på 1960-talet och området där den låg är numera en del av kyrkogården. Kända personer som är begravda vid Svedvi kyrka är bland andra industrimannen Hans von Kantzow och sångaren Thore Skogman.
- Strax söder om kyrkan finns en fristående klockstapel som har en medeltida konstruktion och är byggd av virke avverkat på 1290-talet.[1] Stapeln fick sitt nuvarande utseende genom ombyggnader år 1817 och år 1895.
- Närmast vägen finns ett bårhus/gravkapell med liggande grå panel och koppartak. Byggnaden är uppförd 1981 efter ritningar av Uppfeldt Wallerstedt arkitektkontor i Uppsala.
- En stiglucka i väster är byggd 1940 efter ritningar av arkitekt Edvard Lundkvist.

## Bildgalleri

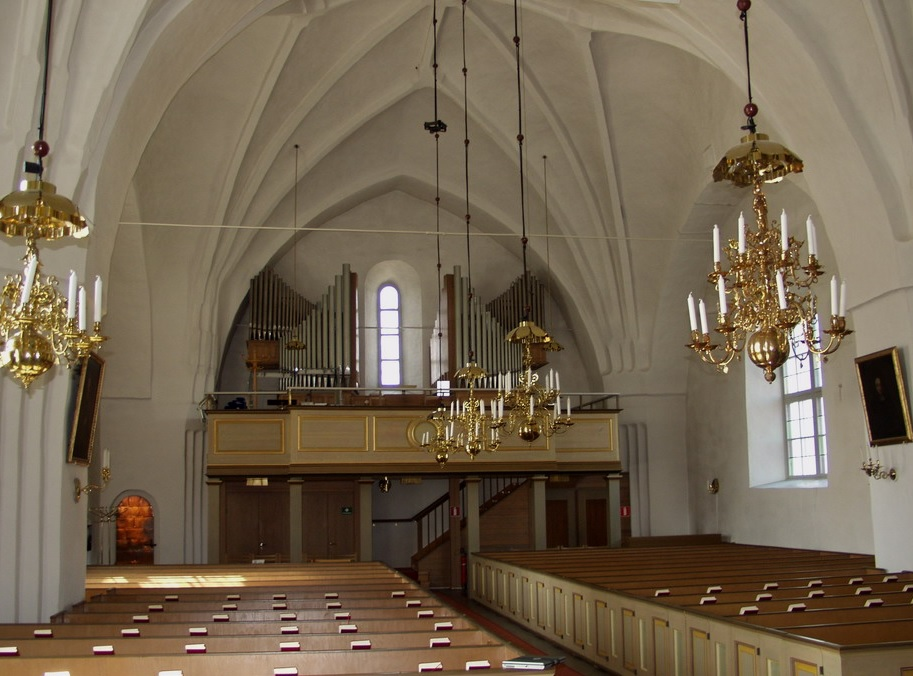
Kyrkorum mot väster
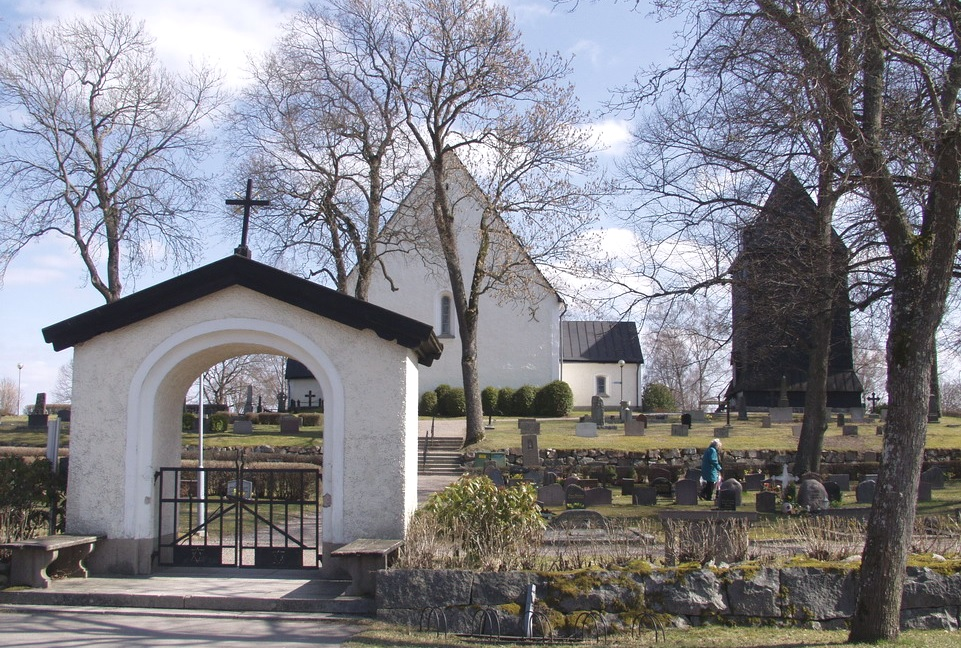
Entré till kyrkogården
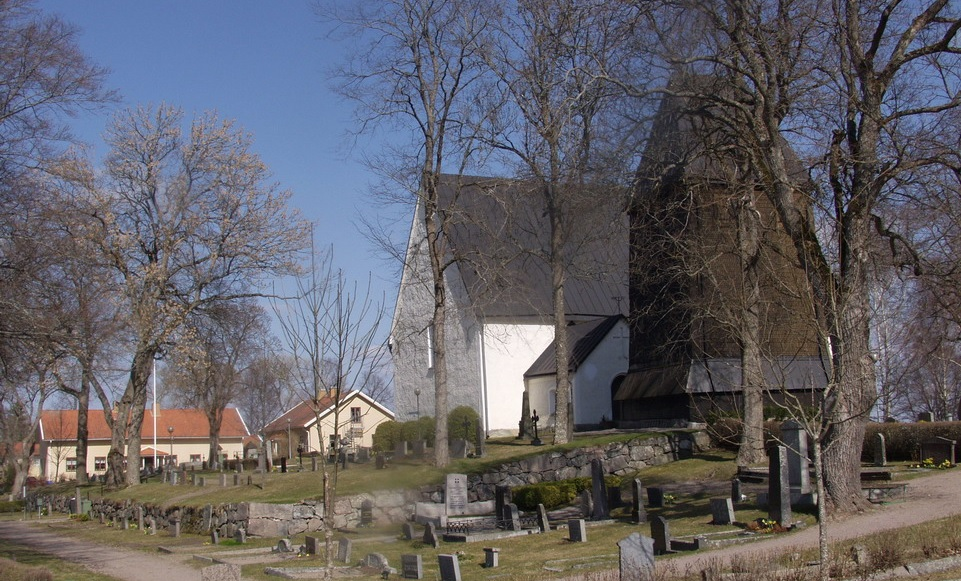
Klockstapeln framför kyrkan
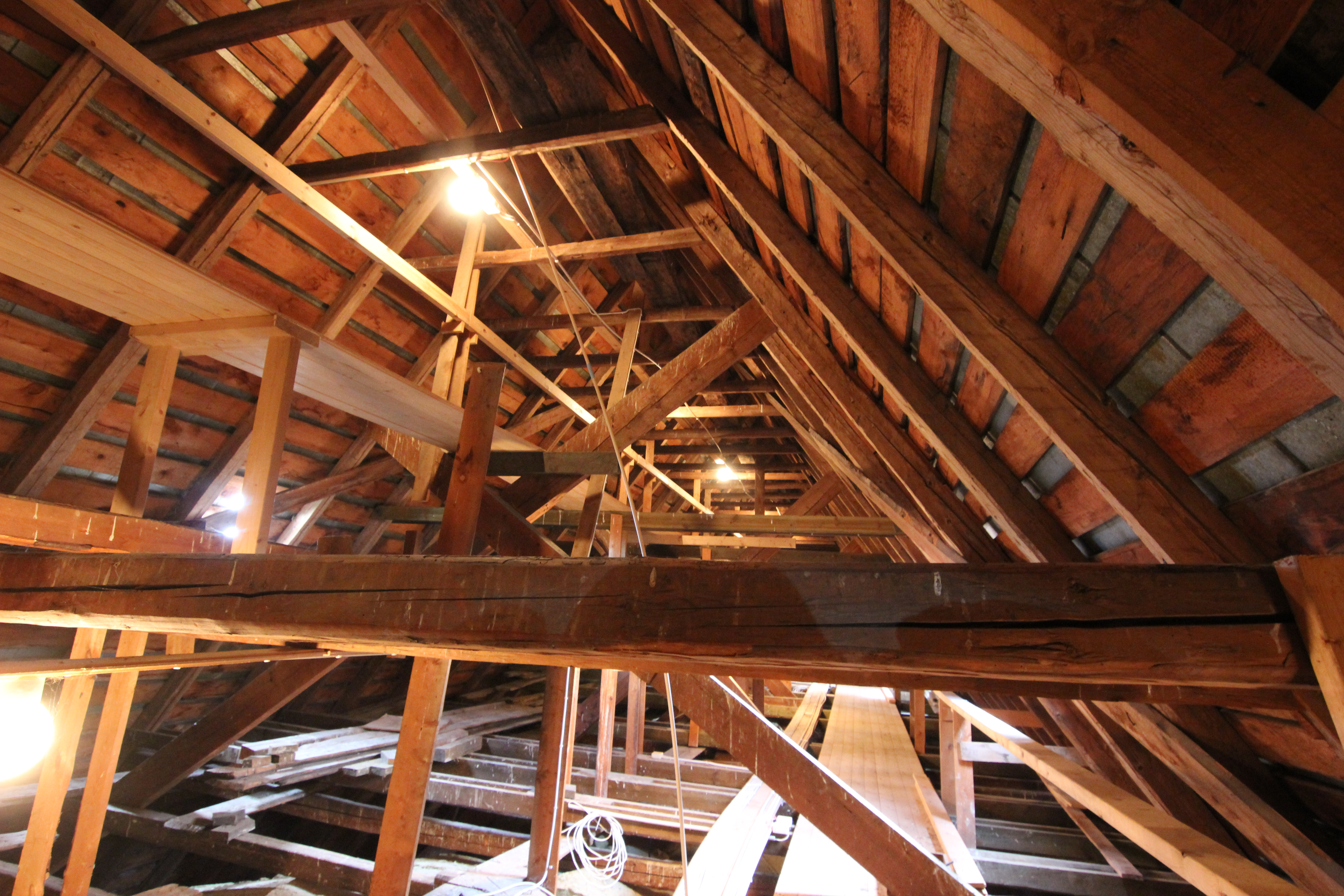
Taklag över Svedvi kyrka
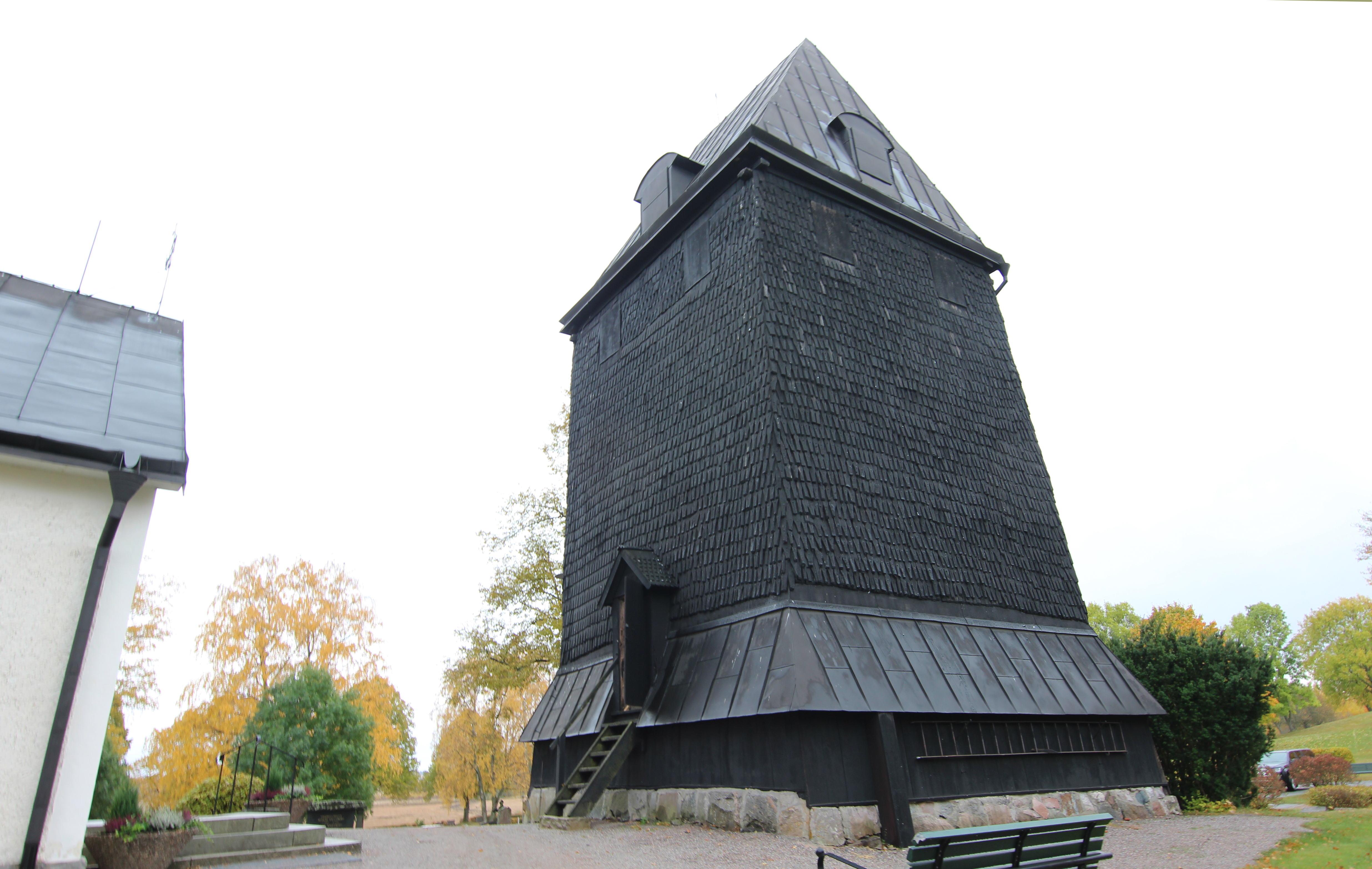
Den spånklädda klockstapeln